# Nkeni
Der Nkeni ist ein rechter Nebenfluss des Kongo in der Republik Kongo.

## Verlauf
Der Fluss hat seine Quelle etwa 30 km nordöstlich der Stadt Djambala auf dem Batéké-Plateau. Er verläuft in einem weiten Bogen durch das Departement Plateaux Richtung Osten. Der Nkeni mündet schließlich etwa 300 km oberhalb von Brazzaville in den Mittellauf des Kongos.

## Hydrometrie
Der durchschnittliche monatliche Abfluss des Nkeni wurde an der hydrologischen Station in Gambona, über die Jahre 1951 bis 1966 gemittelt, bei etwa der Hälft der Einzugsgebietsfläche in m³/s gemessen.